# Dave Jerden
Dave Jerden (25 de julio de 1949-5 de febrero de 2025) fue un productor musical, ingeniero y mezclador estadounidense que ha trabajó con artistas de todos los géneros, incluyendo rock alternativo, punk rock y géneros del heavy metal. Sin embargo, Jerden afirmó que no le gustaba el término "productor", prefiriendo referirse a sí mismo principalmente como un ingeniero.

## Biografía
Jerden desarrolló sus habilidades de ingeniero de estudio y mezcla mientras trabajaba en Eldorado Studios en Hollywood, California, a partir de finales de 1970. Durante este tiempo trabajó como Ingeniero y Mezclador en discos aclamados por la crítica y comercialmente exitosos con artistas como Talking Heads, David Byrne, Frank Zappa, Mick Jagger, Los Rolling Stones y muchos otros.
Su carrera como productor surgió a finales de 1980, comenzando con su trabajo en los álbumes de Jane Addiction y Alice In Chains. Music Radar afirmó que estos álbumes iban en contra de las cualidades sonoras predominantes de las "bandas de metal de pelo largo" (Glam Metal) - y que Jerden tenía una mano importante en la formación de tales sonidos de definición del género. Como productor y mezclador, Jerden también trabajó con artistas como Fishbone, Anthrax, The Offspring, Social Distortion y Red Hot Chili Peppers.
Sin embargo, a mediados de los años noventa, Jerden se sintió abrumado por los adornos de su éxito y decidió discretamente trabajar en proyectos ocasionales, pero principalmente experimentando con equipos de grabación involucrados en la transición de los dominios digitales a analógicos.
Jerden es el copropietario de Tranzformer Studio en Burbank, California.

## Discografía
- 1980: Remain in Light - Talking Heads (ingeniero, mezclador)
- 1981: My Life in the Bush of Ghosts - David Byrne/Brian Eno (ingeniero)
- 1981: The Red and the Black - Jerry Harrison (productor, ingeniero)
- 1983: The Man From Utopia - Frank Zappa (ingeniero)
- 1983: Future Shock - Herbie Hancock (ingeniero, mezclador)
- 1984: The Red Hot Chili Peppers - The Red Hot Chili Peppers (ingeniero)
- 1985: She's the Boss - Mick Jagger (ingeniero)
- 1986: Dirty Work - The Rolling Stones (ingeniero)
- 1987  Show Me - 54-40
- 1988: Nothing's Shocking - Jane's Addiction
- 1988: Life Sentence to Love - Legal Weapon (productor, ingeniero, mezclador)
- 1989: Mother's Milk - Red Hot Chili Peppers (mezclador)
- 1990: Social Distortion - Social Distortion
- 1990: Ritual de lo Habitual - Jane's Addiction
- 1990: Facelift - Alice in Chains
- 1991: Circa - Mary's Danish
- 1991: The Reality of My Surroundings - Fishbone
- 1991: Symbol of Salvation - Armored Saint
- 1991: Burning Time - Last Crack
- 1991: Swandive - Bullet LaVolta
- 1992: Break Like the Wind - Spinal Tap (mezclador, productor)
- 1992: Somewhere Between Heaven and Hell - Social Distortion
- 1992: Sap - Alice in Chains
- 1992: Dirt - Alice in Chains
- 1992: Rattlebone - Rattlebone
- 1992: That What Is Not - Public Image Ltd.
- 1993: Independent - Sacred Reich
- 1993: Sweet Water - Sweet Water
- 1993: Sound of White Noise - Anthrax
- 1993: Dig - Dig
- 1994: Love Spit Love - Love Spit Love
- 1995: Driver Not Included - Orange 9mm
- 1995: Hello - Poe
- 1995: Superfriends - Sweet Water
- 1996: Mata Leão - Biohazard
- 1996: Bar Chord Ritual - Rust
- 1997: Wacko Magneto - Ednaswap
- 1997: Hang-Ups - Goldfinger
- 1997: Ixnay on the Hombre - The Offspring
- 1998: Rattlebone - Rattlebone
- 1998: Americana - The Offspring
- 1998: Darkest Days - Stabbing Westward
- 1999: Suicide - Sweet Water
- 1999: Rev - Perry Farrell (mezclador, ingeniero, productor)
- 1999: F=0 - Dis.Inc.
- 2000: Deviant - Pitchshifter
- 2001: The Pleasure and the Greed - Big Wreck
- 2001: Cringe - Cringe
- 2002: A Passage in Time - Authority Zero
- 2003: Before Everything & After - MxPx
- 2004: Dropbox - Dropbox
- 2013: Entitled - Richie Ramone
- 2015: Rare Breed - The Shrine